# World Trade Center Montevideo
Il World Trade Center Montevideo (WTC Montevideo) è un complesso edilizio situato a Montevideo, Uruguay. È stato inaugurato ufficialmente nel 1998 e ristrutturato tra il 2002 e il 2009.
Il suo motto ufficiale è Lavora nel posto migliore in cui vivere.

## Posizione
Il WTC Montevideo dista solo 30 minuti dall'aeroporto Internazionale di Carrasco e 15 minuti dal porto di Montevideo. Sorge vicino al Montevideo Shopping, nel quartiere del Buceo, l'area di maggiore crescita della città negli ultimi anni. Le vie di facile scorrimento che circondano il complesso garantiscono un rapido accesso ad esso.
Il Complesso ha raggiunto oggi una vera e propria decentralizzazione nella città, consolidando la tendenza avviata dal suo vicino, il Montevideo Shopping, più di 20 anni fa, con il conseguente spostamento del baricentro della città.